# Friedrich von Grundler

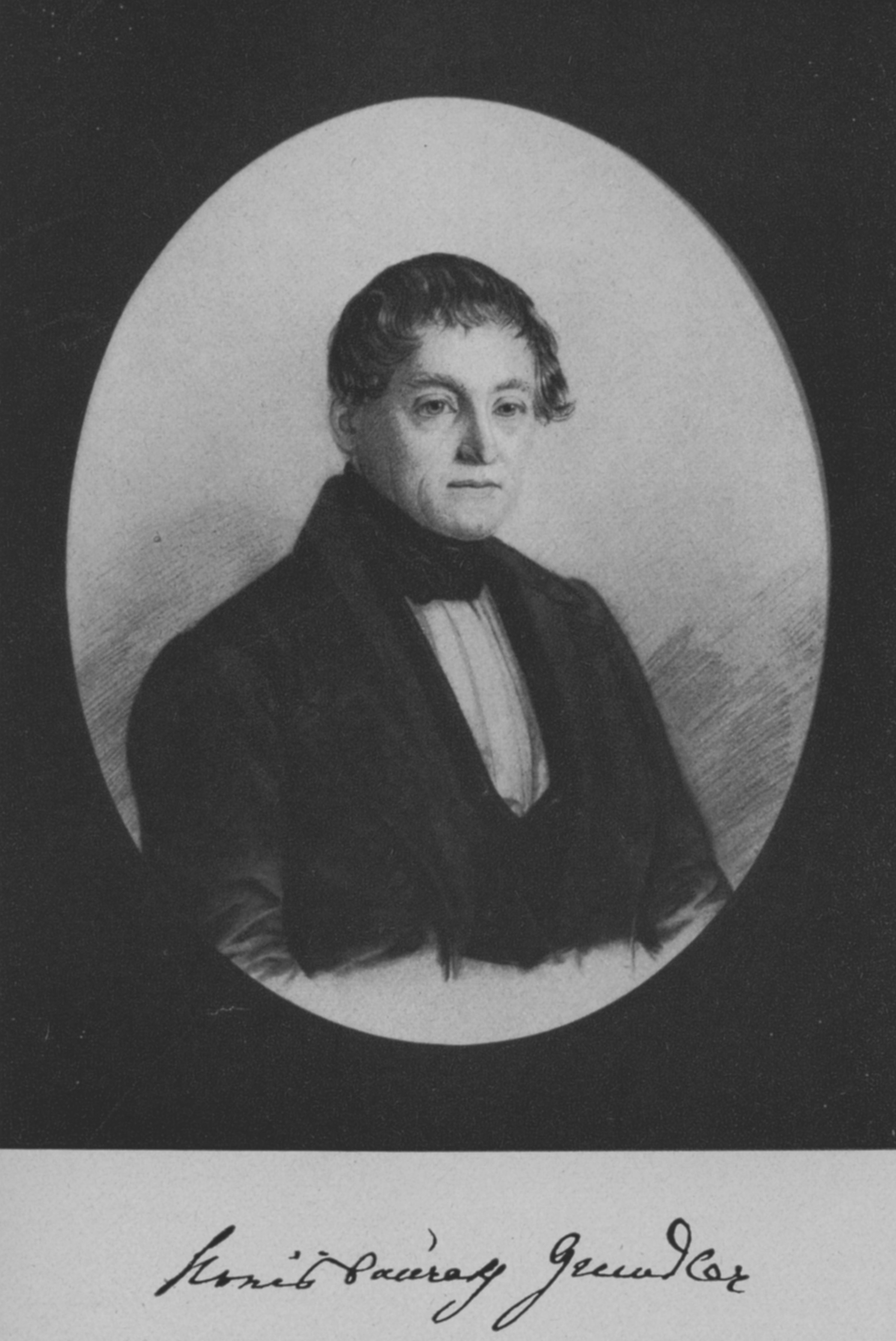
Friedrich Grundler

Franz Eberhard Friedrich Grundler, ab 1841 von Grundler, (* 10. September 1788 in Rottenacker; † 16. November 1869 in Stuttgart) war ein deutscher Maschinenbauer und Konstrukteur. Grundler wurde 1816 von König Friedrich von Württemberg zum Maschinenbaumeister im Königreich Württemberg ernannt. 

## Leben

### Familie
Sein Großvater Theophil Andreas Grundler war Pfarrer, sein Vater Ferdinand Daniel Grundler († 1800) war Vogt und Pfleger in Rottenacker und später Kloster- und Stabsverwalter in Herbrechtingen sowie im Kloster Herbrechtingen. Er heiratete Johanna Christiane, die Tochter des Vogts und Pflegers Karl Seefels und Mutter von Friedrich.

### Beruflicher Werdegang
Grundler besuchte die Schule des Hofmechanikers Gottlob Benjamin Baumann in Stuttgart, die er nach sechs Jahren verließ. Er ging, nach einem kurzen Aufenthalt in Darmstadt, nach Tübingen, wo er 1813 in die Werkstätten von Gottlob Butzengeiger, der sich auf die Herstellung von physikalischen Apparaten und astronomischen Geräten spezialisiert hatte, eintrat. Eine Immatrikulation an der Tübinger Universität war für ihn zunächst nicht möglich, da er seinen Vater bereits im Alter von 12 Jahren verlor und seine Mutter ihn finanziell nicht unterstützen konnte. Erst nachdem er selbst Nachhilfestunden für Studenten, unter anderem in Mathematik gab, konnte er Vorlesungen an der Tübinger Hochschule besuchen. Große Unterstützung erhielt er aber auch von Johann Gottlieb Friedrich von Bohnenberger, der als Physiker an der Universität und Astronom an der Sternwarte Tübingen arbeitete.
Nach einer Privataudienz bei König Friedrich von Württemberg 1816 ernannte er Grundler im Mai 1816 zum Maschinenbaumeister in Wasseralfingen. Außerdem erhielt für die Dauer eines Jahres eine Reisekostenbewilligung für Studienreisen nach Frankreich und England. Zusammen mit Wilhelm von Faber du Faur verbesserte er in Wasseralfingen die Förder- und Produktionsstätten zur Eisenverarbeitung und errichtete neue Mechanische Werkstätten, deren Leitung er selbst übernahm. Grundler wurde in der Folge zum wichtigen Berater zahlreicher staatlicher aber auch privater Montanunternehmen in Württemberg. Der wirtschaftliche Aufschwung der königlichen Salinen und Eisenwerke sowie namentlich der 1811 gegründeten königlich württembergischen Gewehrfabrik, ist vor allem sein Verdienst. Für seinen Einsatz wurde er von Königin Katharina von Württemberg 1818 als technischer Rat zum Mitglied in der neugegründeten landwirtschaftlichen Zentralstelle, Sektion Mechanik, ernannt und 1822 mit der goldenen Zivilverdienstmedaille ausgezeichnet.
1824 gehörte Grundler zu den Mitinitiatoren der Gründung der Dampfschiffahrtsgesellschaft für den Bodensee und Rhein. Noch bevor in Württemberg eine Dampflokomotive auf den Schienen fuhr, hatte Grudling in seiner Werkstatt eine Modellbahn geschaffen, die er mit Spiritus betrieb und die seine Werkbank umfuhr. Dort konstruierte und fertigte er selbst Modelle von Dampfmaschinen, Turbinen, Wassersäulen, Pumpen, Gebläsen und Obstmühlen sowie Hängebrücken. 1827 konnte er für ein halbes Jahr erneut eine Bildungsreise nach Frankreich und England unternehmen. Ab 1830 errichtete Grundler im Auftrag von König Wilhelm I. von Württemberg im heutigen Stuttgarter Stadtteil Berg eine Kunstmühle an Stelle des alten Kupferhammers und der Papiermühle. Die Getreidemühle mit Wasserkraft baute er nach amerikanischen Vorbildern, wobei auch die Kapazität der Anlage gegenüber den herkömmlichen Mühlen erheblich verbessert wurde. Über seine Arbeit schrieb er eine Abhandlung, die er 1837 veröffentlichte. Noch im selben Jahr erhielt er als Anerkennung von König Wilhelm einen goldenen Brillantring und ein Fass Riesling, Jahrgang 1822.
Für seine Verdienste wurde Grundler im Jahre 1841 von König Wilhelm I. mit dem Ritterkreuz des Ordens der Württembergischen Krone ausgezeichnet, nachdem er bereits 1838 zum Kreisbaurat ernannt wurde. Mit der Ordensverleihung verbunden war eine Erhebung in den persönlichen Adelsstand des Königreiches Württemberg. 1847 wurden seine Mechanischen Werkstätten in die Hüttenverwaltung Wasseralfingen eingegliedert, da eine weitere Eigenständigkeit abgelehnt wurde. 1851 wurde er in den zeitlichen, 1855 endgültig in den Ruhestand versetzt. Im Alter fast erblindet, starb Friedrich von Grundler am 16. November 1869, mit 81 Jahren, nach längerer Krankheit in Stuttgart. Er wurde am 18. November auf dem Neuen Friedhof in Stuttgart bestattet.

### Ehe und Nachkommen
Friedrich von Grundler heiratete 1842 Franziska Luise († 1869), eine Tochter des Amtsmannes Majer in Steinenberg. Das Paar hatte vier Kinder, drei Töchter und einen Sohn.

## Veröffentlichungen
- Beschreibung der neuen Getreide-Mühle zu Berg bei Stuttgart. Verlag der Ebnerischen Kunsthandlung, Stuttgart 1837, (Digitalisat.)